# Segelfluggelände Bezmiechowa

i7
i11
i13
Der Segelflugplatz Bezmiechowa (polnisch Lądowisko Bezmiechowa, ohne ICAO-Code) ist ein Segelfluggelände des Akademicki Ośrodek Szybowcowy (AOS; Akademische Segelfluggemeinschaft) der Technischen Universität Rzeszów (Politechnika Rzeszowska) beim Dorf Bezmiechowa Górna Landgemeinde Lesko in der Woiwodschaft Karpatenvorland in Polen. Der Platz liegt acht Kilometer in nordöstlicher Richtung von Lesko und etwa zwanzig Kilometer südöstlich von Żywiec entfernt.
Das Fluggelände liegt am Hang eines Berges der Góry Słonne (Sanoker Gebirge), ist unter anderem für Rollstart zugelassen und hat einige Besonderheiten.

## Allgemeines
Die bergige Umgebung erlaubt neben Thermik- auch Hangflüge, bietet andererseits, da bewaldet, nur begrenzte Außenlandemöglichkeiten.
Das Fluggelände erstreckt sich über eine Höhe von 390 bis 620 Metern. Neben dem Gipfel des Berges befinden sich der Hangar und das Hauptgebäude der AOS. Der Platz ist für Luftfahrzeuge bis 5,7 Tonnen nach Sichtflugregeln (VFR, PPR) zugelassen. Der nächste Verkehrslandeplatz ist Arłamów (EPAR) 17 Kilometer nördlich bei Wola Korzeniecka, das nächste Segelfluggelände befindet sich 11 Kilometer im Süden in Weremień ebenfalls auf dem Gebiet der Gmina Lesko. Es gibt mehrere Flugbeschränkungsgebiete in 30 bis 50 Kilometer Entfernung.

## Start- und Landbahnen

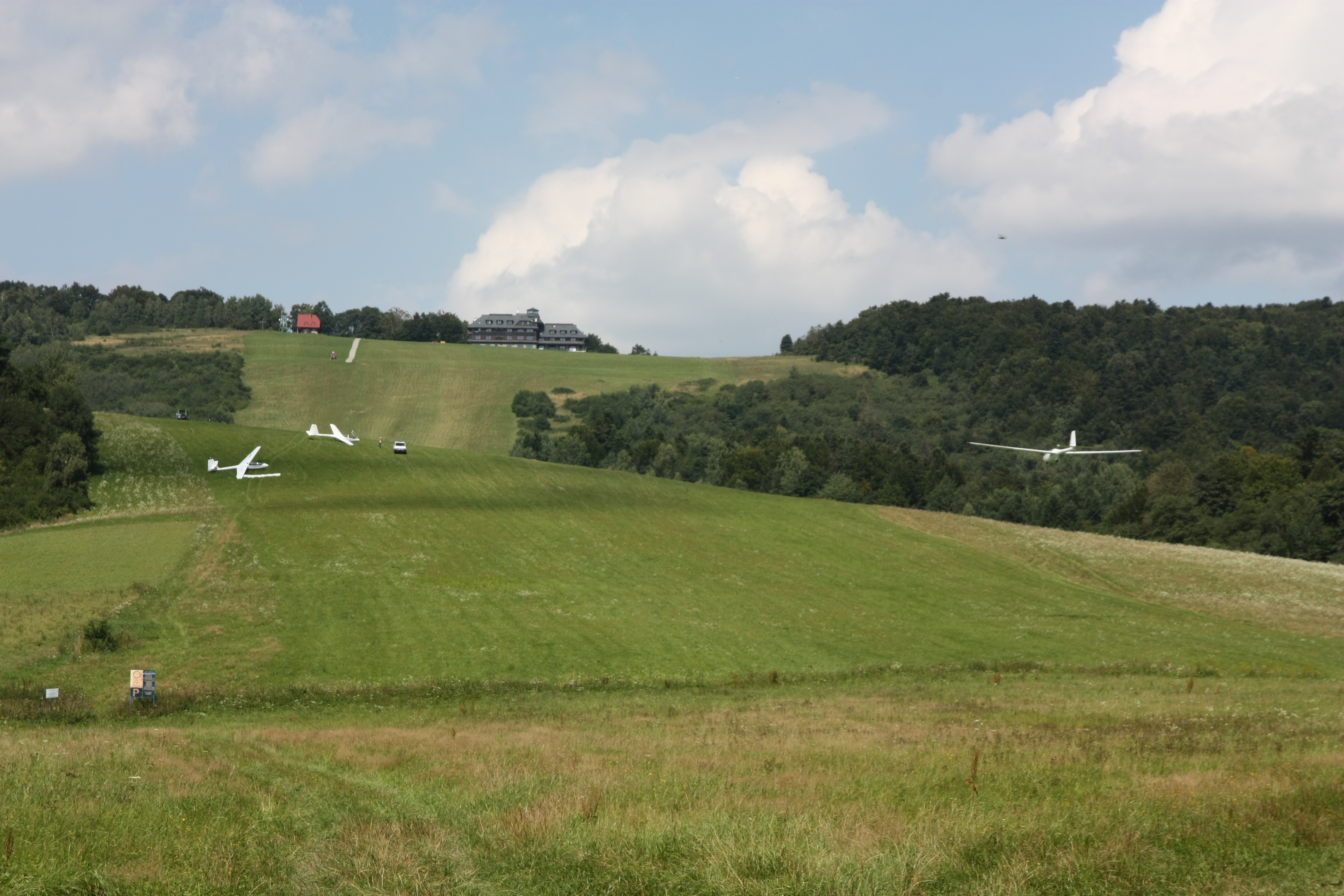
Blick von Bahn 1 auf Bahn 3 und Hauptgebäude (oben Mitte)

Das Fluggelände besitzt zwei Graspisten mit 600 und 250 Meter Länge. Sie liegen am Hang eines 630 Meter (AMSL) hohen Berges.
Piste 1 – Bahn 1
Die Bahn 01 (007°) dient als Landebahn für Segel- und Motorflugzeuge. Sie ist 600 Meter lang, liegt auf der Kuppe eines Hügels und hat deshalb eine Höhendifferenz von 419 auf 489 Meter. Gelandet wird gegen den Hang des Berges.
Diese Bahn ist auch für Windenstarts zugelassen, wobei die Startwinde oben auf dem Berg postiert ist. Das Flugzeug muss beim Start eine Höhe von mindestens 730 Metern erreichen, um den Berg sicher zu überfliegen. Bei geringerer Höhe ist keine Rückkehr zum Landefeld mehr möglich.
Piste 1 – Bahn 2
Die Bahn 19L (187°) dient als Startbahn für eigenstartfähige Flugzeuge.
Piste 2 – Bahn 3
Die Bahn 19P (192°) dient als Startbahn für Segelflugzeuge. Sie ist zugelassen für Flugzeugschlepp-, Winden-, Gummiseil- und Rollstarts. Die Bahn hat auf 250 Meter Länge eine Höhendifferenz von 614 auf 544 Meter. Bei Seilrissen oder Startabbrüchen muss auf der unteren Piste gelandet werden. Die Startwinde ist neben dieser postiert. Der Rücktransport auf den Berg kann über eine „Transportwinde“ erfolgen. Flugzeugschlepp wird nur in Ausnahmefällen durchgeführt, da die Flugzeuge auf der steilen Piste sehr schnell Fahrt gewinnen.
Drachenflieger und Gleitschirme dürfen in Abstimmung mit dem Segelflugbetrieb von dieser Bahn starten.
Das große Gefälle erlaubt auch bei heutigem Fluggerät einen sicheren Roll- oder „Gravitationsstart“. Hierbei lässt der Pilot das Flugzeug solange eine schmale, gepflasterte Bahn hinab rollen, bis dieses die Abhebegeschwindigkeit erreicht hat. Voraussetzung für diese Startart sind ausreichende Windgeschwindigkeit und Wind aus südlicher Richtung.
Ein weiteres Gelände an dem der Rollstart noch regelmäßig durchgeführt wird, ist das Segelfluggelände Jeżów Sudecki (EPJS) bei Jelenia Góra (Hirschberg), die ehemalige Segelflugschule Grunau.

## Geschichte

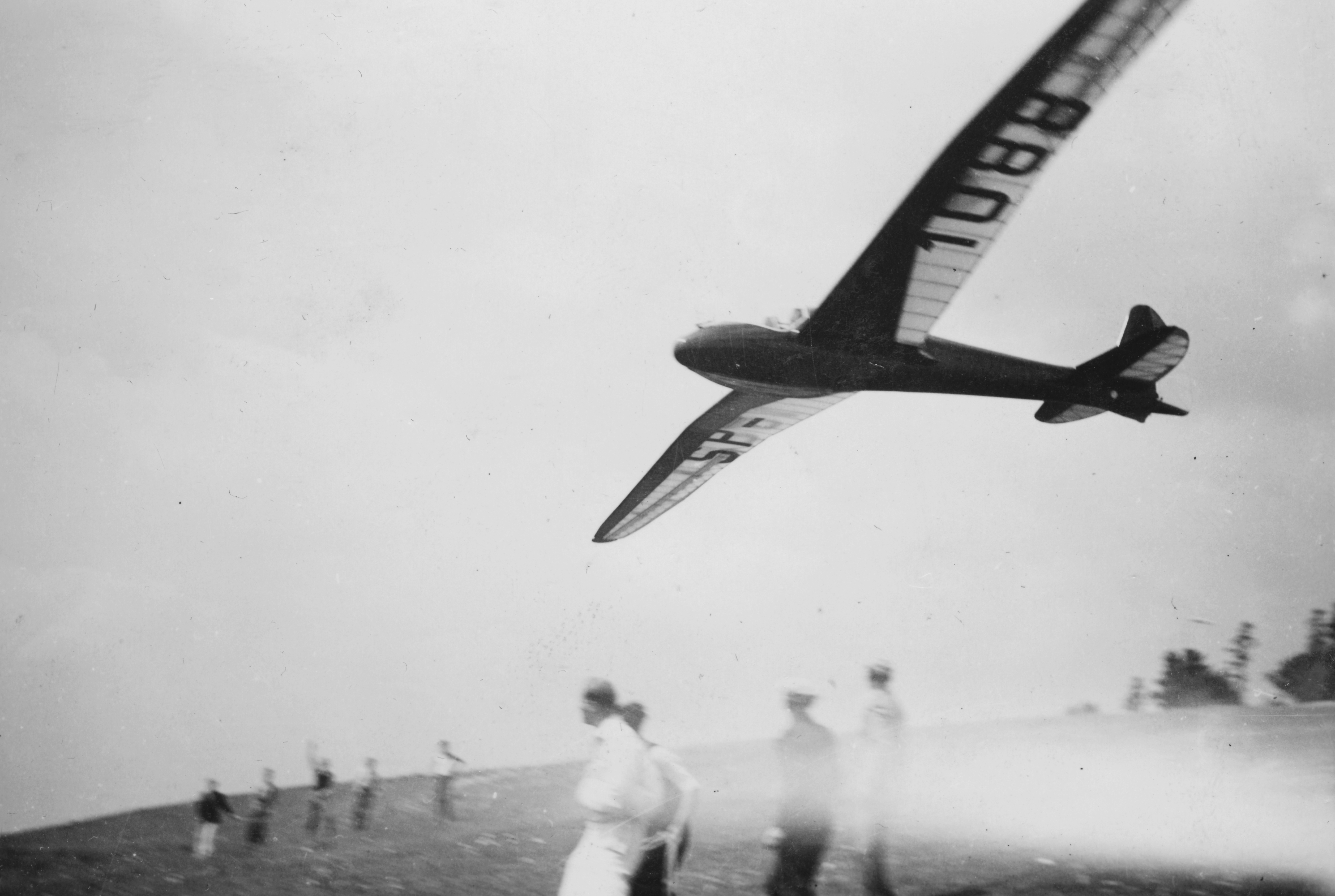
PWS-101 mit der Zugmannschaft des Gummiseils

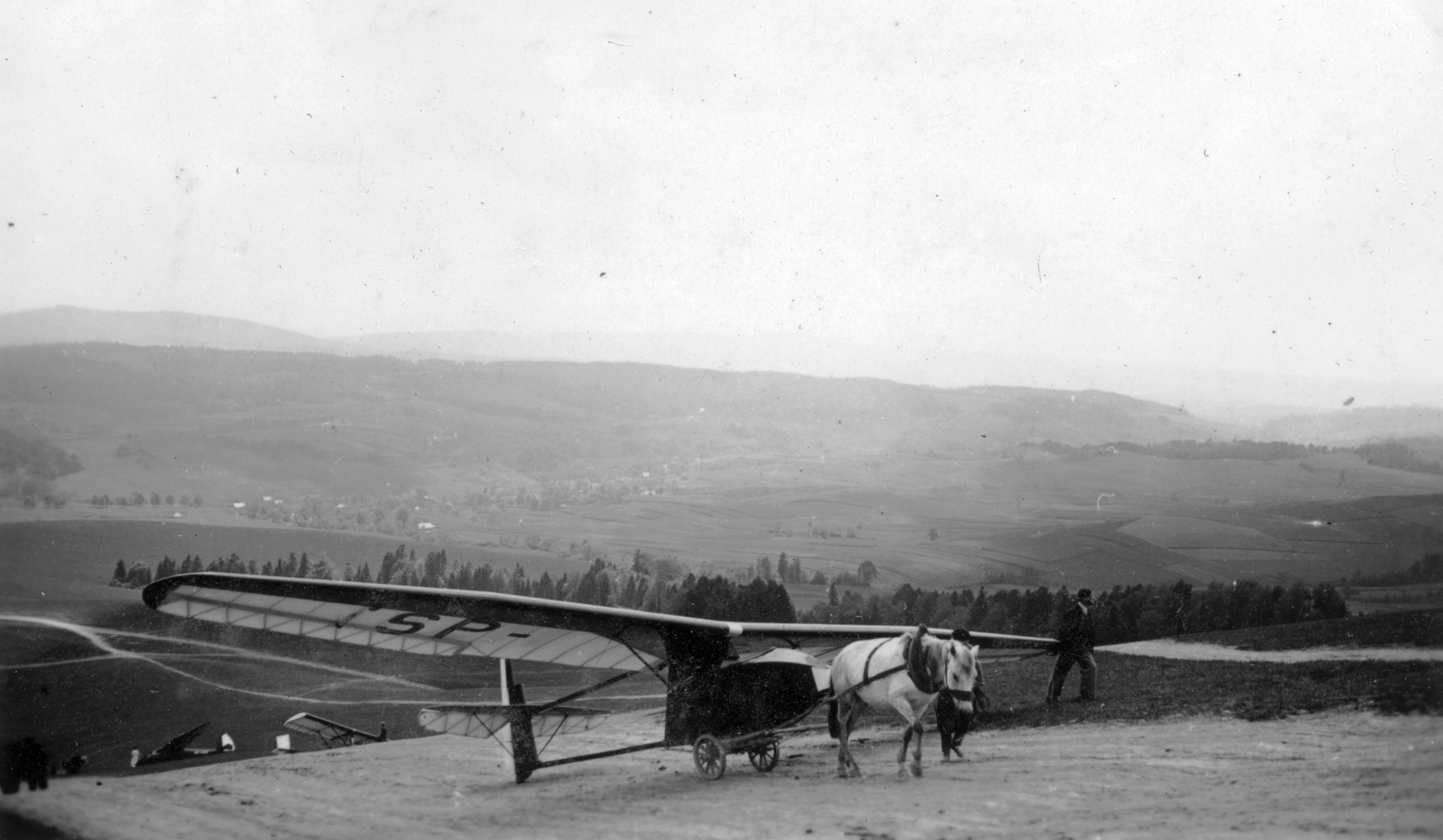
Vom Pferd gezogene Salamandra

Der Platz wurde in den 1920er Jahren von flugbegeisterten Studenten der Technischen Hochschule Lemberg (Politechnika Lwowska) angelegt. Im Jahr 1929 fand in Bezmiechowa der erste Segelflugwettbewerb statt. Ein Jahr später gründete der Lemberger Aeroclub (Aeroklub Lwowski) eine Segelflugschule. Die Flugzeuge wurden oft von Pferden gezogen zum Startplatz zurücktransportiert. In den späten 1930er Jahren konnten von hier einige Rekordflüge durchgeführt werden, darunter ein freier Streckenflug von 577,8 Kilometern im Jahr 1938.
Seit einem tödlichen Unfall zweier Piloten, die am 4. Oktober 1936 mit zwei Maschinen des Typs Salamandra in 400 Metern Höhe über Grund zusammenstießen, ereigneten sich am Platz weitere tödliche Unfälle.